# Will there be a time
Will there be a time is een nummer van de Volendamse band BZN uit 2002. Het was de enige single van het album Tequila Sunset.
De tekst van het lied gaat over bedreigde walvissen en kwam tot stand in samenwerking met het Wereld Natuur Fonds. De opbrengsten van de single kwamen ten goede aan het behoud van de walvissen in de Golf van Californië.
De single kwam niet voor in de Nederlandse Top 40 en haalde ook de tipparade niet. In de Single Top 100 stond Will there be a time vijf weken genoteerd en werd de 39ste plaats behaald.